# M108 (galaxie)
Pour les articles homonymes, voir M108.
M108 (ou NGC 3556), également appelée par plusieurs astronomes amateurs la galaxie de la Planche de Surf,,,, est une galaxie spirale barrée vue par la tranche et située dans le constellation de la Grande Ourse. M108 a été découverte par Pierre Méchain en 1781.

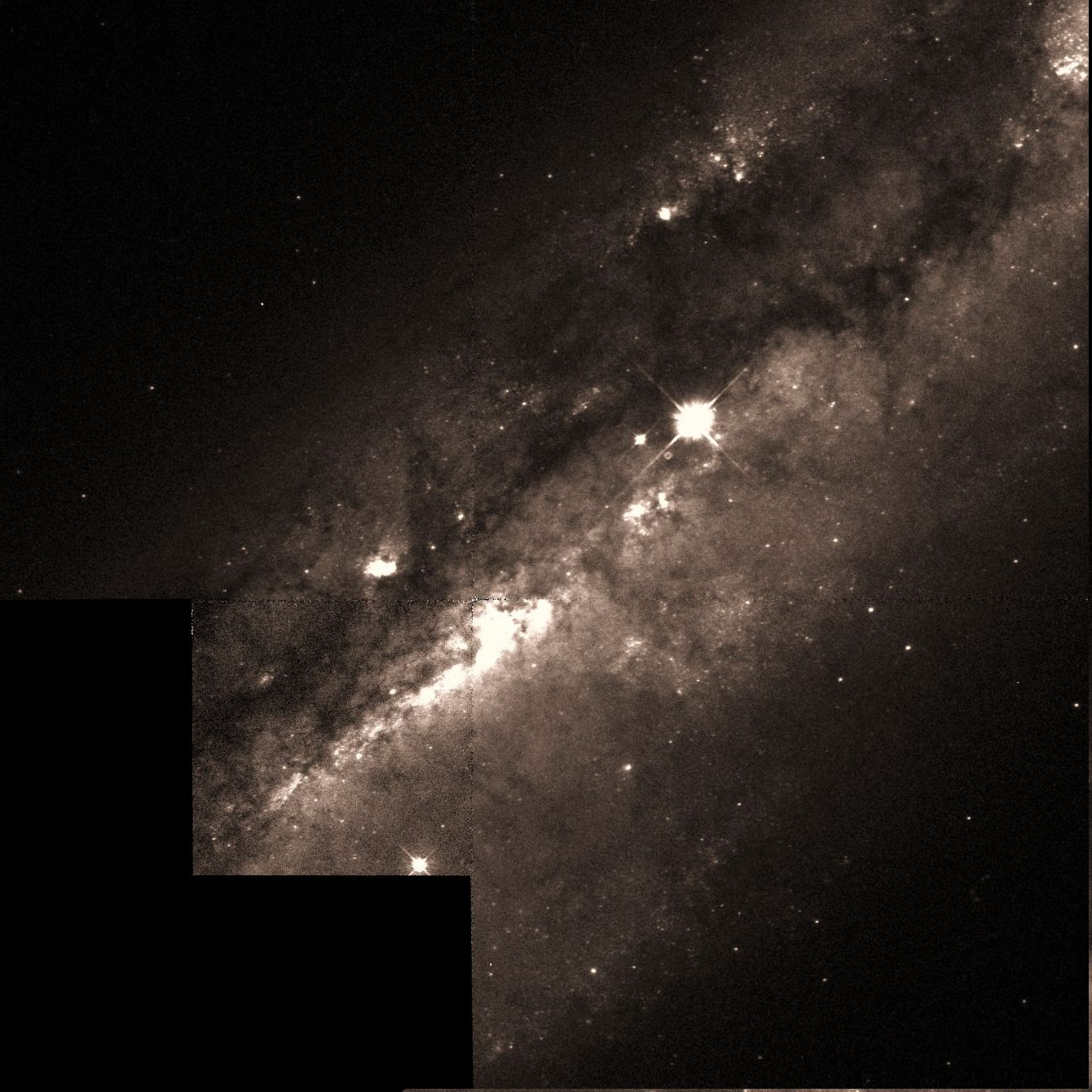
M108 par le télescope spatial Hubble.
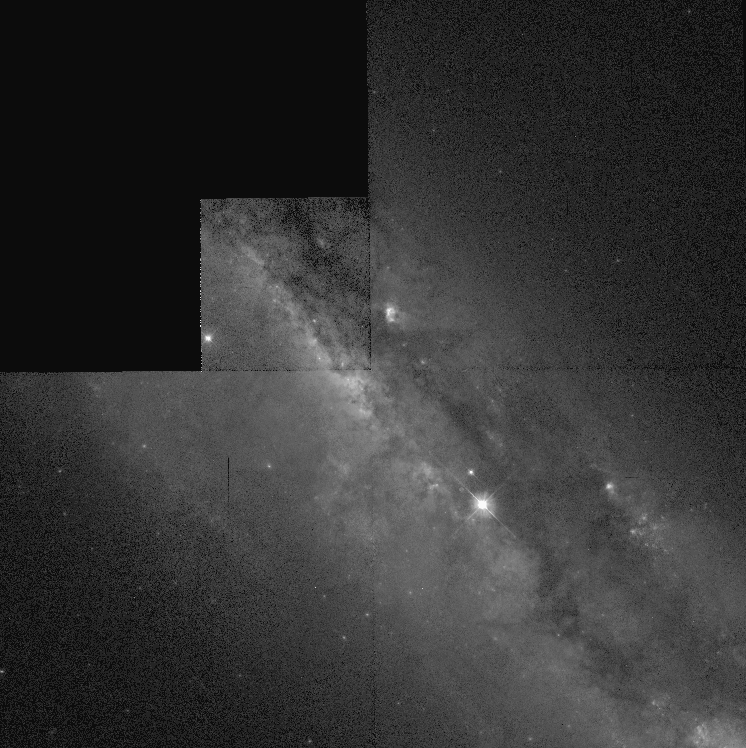
Autre image de M108 par le télescope spatial Hubble.

## Découverte
M108 a été découverte par l'astronome français Pierre Méchain le 19 février 1781, mais il n'a noté sa position qu'approximativement par rapport à la nébuleuse planétaire M97. Dans une lettre envoyée à Jean Bernoulli, il indique qu'il n'avait toujours pas réussi à mesurer une position précise pour cette galaxie. Charles Messier, le 24 mars de la même année, a aussi noté la présence de cette nébuleuse en observant M97. Il avait apparemment l'intention de l'ajouter à son catalogue car il l'avait marquée « 98 » dans son manuscrit préliminaire. Il n'a cependant pas réussi à mesurer sa position avant d'envoyer le manuscrit à son éditeur et M108 n'a donc pas figuré dans le catalogue publié. Mais, Charles Messier a ajouté une position manuscrite à sa propre copie personnelle du catalogue publié. C'est cette note ajoutée que Owen Gingerich a utilisé en 1953 pour identifier M108 à NGC 3556. En raison de l'intention initiale évidente de Messier de faire figurer cette galaxie à son catalogue, Gingerich suggéra de l'ajouter sous le numéro 108.

## Caractéristiques
La classe de luminosité de M 108 est III-IV et elle présente une large raie HI. Elle renferme également des régions d'hydrogène ionisé.

### Distance et taille
Sa vitesse par rapport au fond diffus cosmologique est de 867 ± 12 km/s, ce qui correspond à une distance de Hubble de 12,78 ± 0,91 Mpc (∼41,7 millions d'al).
À ce jour, 22 mesures non basées sur le décalage vers le rouge (redshift) donnent une distance de 9,967 ± 3,617 Mpc (∼32,5 millions d'al), ce qui est à l'intérieur des valeurs de la distance de Hubble. Puisque cette galaxie est relativement rapprochée du Groupe local, il est probable que cette valeur soit plus près de la distance réelle de NGC 3556. Notons que c'est avec la valeur moyenne des mesures indépendantes, lorsqu'elles existent, que la base de données NASA/IPAC calcule le diamètre d'une galaxie.
Avec un diamètre de 83 000 al, M108 est un peu plus petite que notre galaxie, la Voie lactée.

### Galaxie isolée
De plus, c'est une galaxie du champ, c'est-à-dire qu'elle n'appartient pas à un amas ou un groupe et qu'elle est donc gravitationnellement isolée.

### Galaxie à sursaut de formation d'étoiles
Selon la base de données Simbad, M108 est une galaxie à sursaut de formation d'étoiles

### Luminosité dans l'infrarouge
La luminosité de la galaxie M108 (NGC 3556) dans l'infrarouge lointain (de 40 à 400 µm)  est égale à 1,82 × 1010 {\displaystyle L_{\odot }} (1010,26{\displaystyle L_{\odot }}) et sa luminosité totale dans l'infrarouge (de 8 à 1 000 µm) est de 2,34 × 1010 {\displaystyle L_{\odot }} (1010,37{\displaystyle L_{\odot }}).

## Supernova SN 1969B
Une supernova, SN 1969B, a été observée dans M108 à la magnitude 13,9 le 23 janvier 1969. Elle a été classée comme une supernova de type II.